# East Tanfield
East Tanfield est une paroisse civile du Yorkshire du Nord, en Angleterre.